# Corey Perry
Corey Perry (ur. 16 maja 1985 w Peterborough) – kanadyjski hokeista, reprezentant Kanady, dwukrotny olimpijczyk.

## Kariera
- Peterborough Petes Bantam AAA (2000-2001)
- London Knights (2001-2005)
- Cincinnati Mighty Ducks (2004)
- Anaheim Ducks (2005-2019)
  -  Portland Pirates (2005-2006)
- Dallas Stars (2019-2020)
- Montreal Canadiens (2020-2021)
- Tampa Bay Lightning (2021-)

Przez cztery sezony grał w kanadyjskiej juniorskiej lidze OHL w ramach CHL. W drafcie został wybrany w 2003, z numerem dwudziestym ósmym przez Mighty Ducks. W NHL od 2005. Grał również w zespołach filialnych Ducks: Cincinnati i Portland Pirates. Z zespołem z Anaheim w 2007 wywalczył Puchar Stanleya. Rok później zagrał w meczu gwiazd. W marcu 2013 przedłużył kontrakt z Anaheim o osiem lat. Od lipca 2019 zawodnik Dallas Stars. W grudniu 2020 został zaangażowany przez Montreal Canadiens. W połowie 2021 podpisał dwuletnią umowę z Tampa Bay Lightning.
Uczestniczył w turniejach mistrzostw świata 2010, 2012, 2016, zimowych igrzysk olimpijskich 2010, 2014, Pucharu Świata 2016.

## Sukcesy

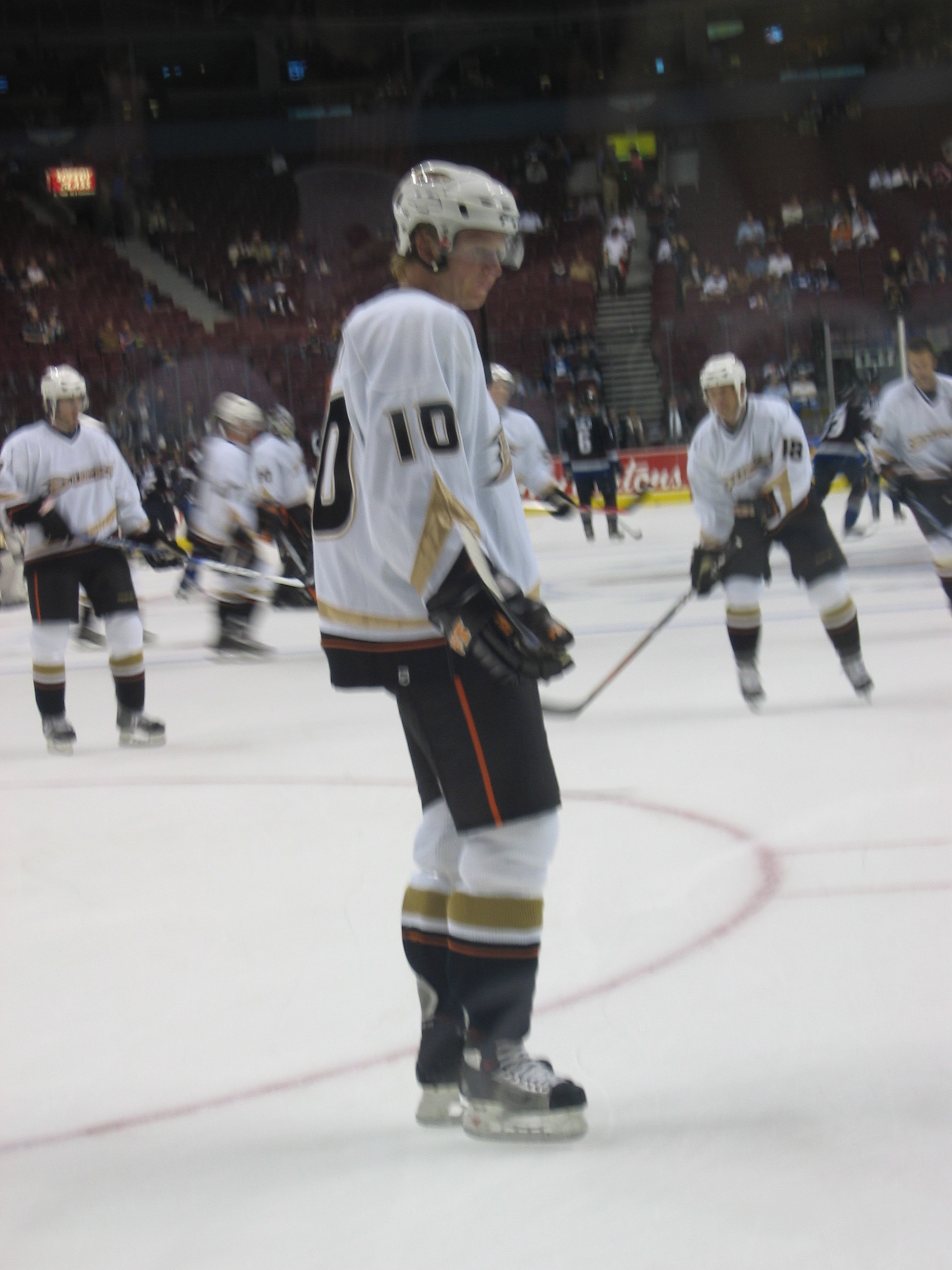
Corey Perry w barwach Anaheim Ducks (2006)

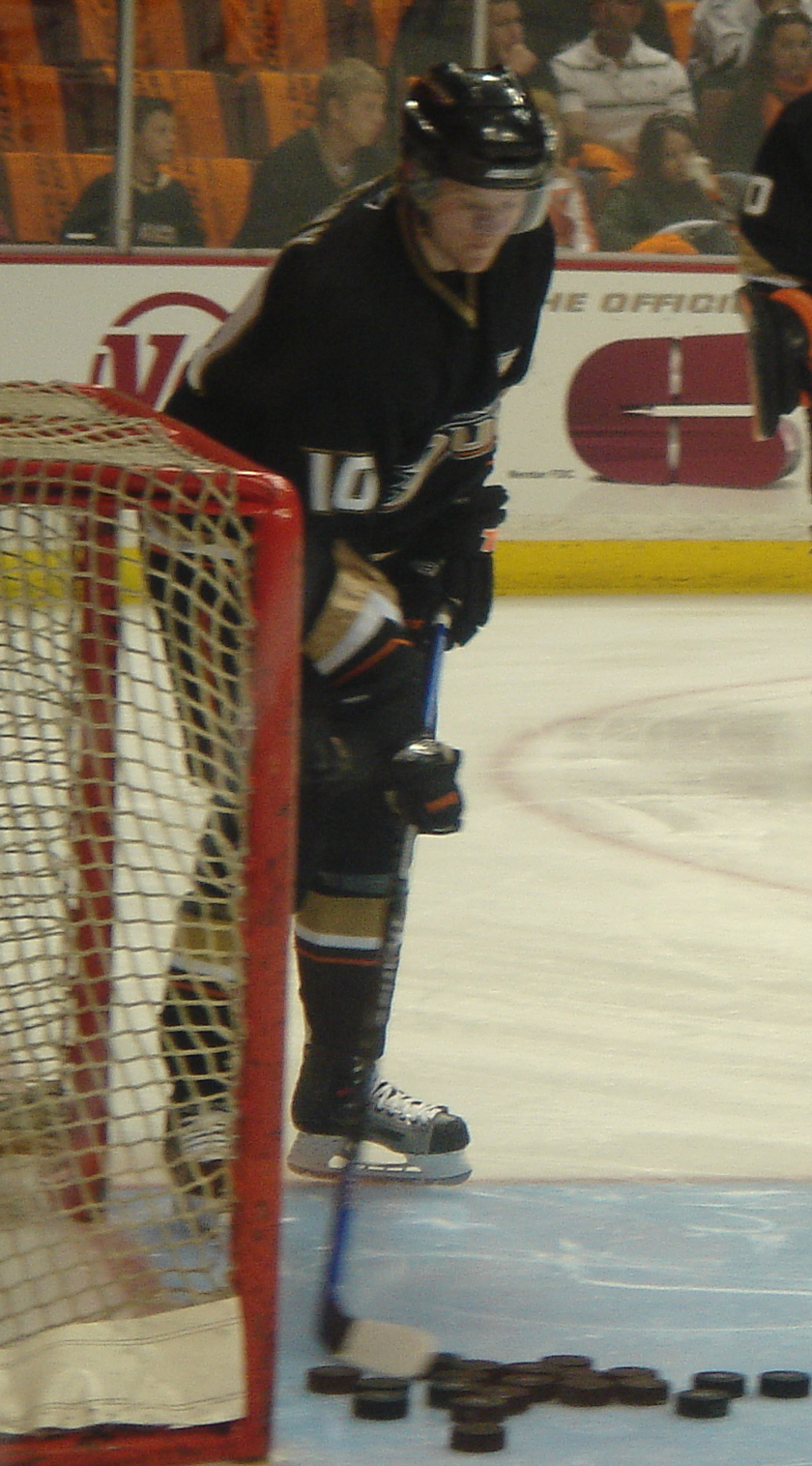
Corey Perry w barwach Anaheim Ducks (2007)

Reprezentacyjne
- Brązowy medal mistrzostw świata juniorów do lat 17: 2002
- Złoty medal mistrzostw świata juniorów do lat 20: 2005
- Złoty medal zimowych igrzysk olimpijskich: 2010, 2014
- Złoty medal mistrzostw świata: 2015, 2016
- Puchar Świata: 2016

Klubowe
- Hamilton Spectator Trophy: 2004, 2005 z London Knights
- Holody Trophy: 2004, 2005 z London Knights
- Wayne Gretzky Trophy: 2005 z London Knights
- J. Ross Robertson Cup - mistrzostwo OHL: 2005 z London Knights
- Memorial Cup - mistrzostwo CHL: 2005 z London Knights
- Mistrzostwo dywizji NHL: 2007, 2013 z Anaheim Ducks
- Clarence S. Campbell Bowl - mistrzostwo konferencji NHL: 2003, 2007 z Anaheim Ducks
- Puchar Stanleya - mistrzostwo NHL: 2007 z Anaheim Ducks

Indywidualne
- CHL 2002/2003:
  - CHL Top Prospects Game
- OHL i CHL 2003/2004:
  - Pierwsze miejsce w klasyfikacji asystentów w sezonie zasadniczym OHL: 73 asysty
  - Jim Mahon Memorial Trophy - pierwsze miejsce w klasyfikacji kanadyjskiej wśród prawoskrzydłowych w sezonie zasadniczym OHL: 113 punktów
  - Drugi skład gwiazd CHL
- OHL i CHL 2004/2005:
  - Pierwsze miejsce w klasyfikacji strzelców w sezonie zasadniczym OHL: 47 goli
  - Pierwsze miejsce w klasyfikacji asystentów w sezonie zasadniczym OHL: 83 asysty
  - Eddie Powers Memorial Trophy - pierwsze miejsce w klasyfikacji kanadyjskiej w sezonie zasadniczym OHL: 130 punktów
  - Jim Mahon Memorial Trophy - pierwsze miejsce w klasyfikacji kanadyjskiej wśród prawoskrzydłowych w sezonie zasadniczym OHL: 130 punktów
  - Pierwsze miejsce w klasyfikacji asystentów w fazie play-off OHL: 27 asyst
  - Pierwsze miejsce w klasyfikacji kanadyjskiej w fazie play-off OHL: 38 punktów
- Wayne Gretzky 99 Award - Najbardziej Wartościowy Zawodnik (MVP) w fazie play-off OHL
  - Pierwszy skład gwiazd OHL
  - Red Tilson Trophy - najwybitniejszy zawodnik sezonu OHL
  - Pierwszy skład gwiazd CHL
  - Skład gwiazd turnieju Memorial Cup 2005
  - Stafford Smythe Trophy - Najbardziej Wartościowy Zawodnik (MVP) turnieju Memorial Cup 2005
- NHL (2007/2008):
  - NHL All-Star Game
- Mistrzostwa Świata w Hokeju na Lodzie 2010/Elita:
  - Jeden z trzech najlepszych zawodników reprezentacji w turnieju
- NHL (2010/2011):
  - NHL All-Star Game
  - Maurice Richard Trophy - pierwsze miejsce w klasyfikacji strzelców w sezonie zasadniczym: 50 goli
  - Pierwsze miejsce w klasyfikacji strzelców zwycięskich goli meczowych w sezonie zasadniczym: 11 goli
  - Pierwszy skład gwiazd
  - Trofeum Harta - najbardziej wartościowy zawodnik (MVP) w sezonie zasadniczym
- NHL (2011/2012):
  - NHL All-Star Game
- NHL (2013/2014):
  - Piąte miejsce w klasyfikacji kanadyjskiej sezonu zasadniczego: 82 punkty
  - Drugie miejsce w klasyfikacji strzelców w sezonie zasadniczym: 43 gole
- Występ w Meczu Gwiazd NHL w sezonie 2015-2016

Wyróżnienia
- Triple Gold Club: 2016[5]
- Numer 94, z którym występował, został zastrzeżony przez klub London Knights[6]